# 科拉松火山

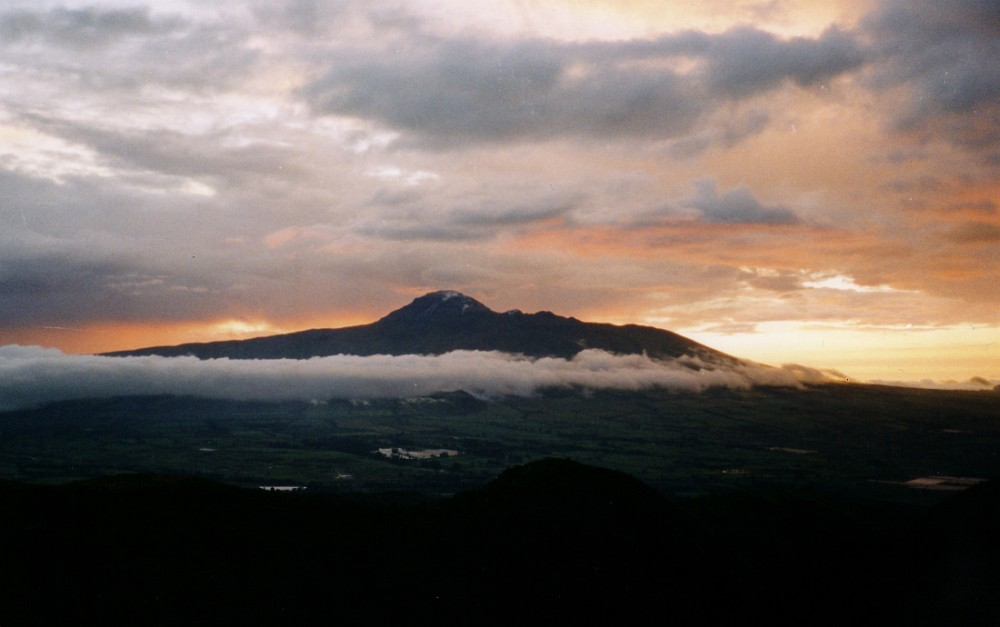

科拉松火山是厄瓜多爾的火山，位於該國北部，距離首都基多約30公里，属于皮欽查省，是安第斯山脈的一部分，海拔高度4,790米。

## 外部連結
- Corazon 2003 （页面存档备份，存于）